# 14-я Парковая улица
14-я Па́рковая улица — улица в районе Восточное Измайлово Восточного административного округа города Москвы. Берёт начало от Измайловского проспекта и заканчивается у Первомайской улицы.
Пересекает Нижнюю Первомайскую улицу. Почтовый индекс всех адресов на улице — 105203. Нумерация домов начинается от Измайловского проспекта, и заканчивается Первомайской улицей.

## Происхождение названия
Названа в 1949 году по находящемуся неподалёку Измайловскому парку.

## История
Улица образована при застройке в 1940—1950-х района Измайлово. Выделяются районы застройки 1940—1950-х (от Измайловского проспекта до Нижней Первомайской улицы), панельные 17-этажные дома начала 1980-х (от Нижней Первомайской улицы).
До 1960 года 14-я Парковая улица заканчивалась на месте её пересечения с Измайловским проспектом, за которым располагается территория Измайловского парка.
Территория 14-й Парковой улицы, ограниченной Измайловским бульваром и Первомайской улицей, в 1970 году начато массовое жилищное строительство. Большинство пятиэтажек было построено здесь в период 1950 и 1960 годов.

## Транспорт
За несколько кварталов от начала улицы находится станция метро «Первомайская». По улице не ходит общественный транспорт, только на пересечении с Нижней Первомайской улицей.